# Rugby Livorno 1931
Il Rugby Livorno 1931 è un club italiano di rugby a 15 dell'omonima città toscana.
Fondato nel 1931 a Livorno, vanta 17 presenze in massima divisione nazionale tra serie A, Eccellenza e serie A1, con il 6º posto della stagione 1989-90 miglior risultato di sempre.
Sono 155 il numero delle presenze di giocatori bianco-verdi in Nazionale maggiore, mentre sono 294 quelle dei giocatori livornesi cresciuti nel vivaio e nelle giovanili del club tra seconda selezione nazionale, Italia Under-21, Under-19 e Under-17; dei quali tre hanno ricoperto il ruolo di capitano dell'Italia: Marzio Innocenti, Fabrizio Gaetaniello e Andrea De Rossi.
Nel 1996 alla Società viene assegnata dal CONI la Stella d'oro al merito sportivo, come riconoscimento del suo operato, dopo quella d'argento del 1989.
Pur non avendo mai vinto alcun torneo ufficiale, la formazione Under-18 si laureò Campione d'Italia di categoria nella stagione 1999-2000.

## Storia
Fondato nel 1931 la società ha presto debuttato in massima serie negli anni '60 ma alla fine del decennio scese di categoria. Si dovette aspettare la stagione 1979-80, sotto la guida tecnica di Guglielmo Prima e la presidenza di Orazio Malaguzzi, il Rugby Livorno coglie la promozione in Serie A. La matematica certezza del salto di categoria giunge alla penultima giornata, con l'affermazione interna, 11-3, con il Calvisano. Biancoverdi primi nel proprio girone iniziale (tredici vittorie, due pareggi e tre sconfitte) e capaci, nel girone di poule promozione (composto da tre squadre), di vincere con Benevento e, appunto, Calvisano.
Dopo anni altalenanti tra promozioni e retrocessioni il Livorno ritorna in massima serie con la promozione nella serie A2 1988-89. I biancoverdi, targati Corime, nella serie A1 1989-90 vinsero 21-15, sul Benetton Treviso, in una delle cinque gare ospitate allo stadio Armando Picchi, e ottennero il sesto posto nella massima serie, il suo miglior risultato di sempre. La squadra era allenata da Marco Bollesan, con Massimo Fraddanni presidente. Questi i giocatori artefici di una delle maggiori imprese dello sport cittadino: Frittelli, Chiari, Castagnoli, Gaetaniello Fabio, Pacini N., Manteri, Knox, Guidi, Gesi S., Sturlini, Di Tizio, De Luca, Barsacchi, Mastrocola N., Trumpy, Goti, Marconi, Terreni, Gesi A., Milianti Mas., Barsotti, Fabbrini, Esposito, Pacheco, Larini.
Gli anni '90 sono gli anni di maggior splendore della compagine labronica tanto da attirare campioni come David Knox e Michael Cheika
Sotto la conduzione dell'allenatore-giocatore Gianluca Guidi e con Bruno Tognetti presidente, il Rugby Livorno, nel 1999-2000 centra il salto dall'A2 all'A1. Dopo il terzo posto nel girone eliminatorio, è sufficiente, per centrare il traguardo, la seconda piazza nella poule promozione, alle spalle dell'Amatori Parma. Decisiva, nell'ultima giornata la vittoria, 25-20, nel match interno con il CUS Padova.
La serie A1 2000-01 fu l'ultima esperienza in massima serie, alla fine della stagione ci fu la retrocessione e da allora la società milita tra la Serie A e la Serie B.

## Cronologia
| Cronistoria del Rugby Livorno 1931 |
| --- |
| - 1957-58 · in serie B promozione in serie A - 1958-59 · 4ª in serie A girone C - 1959-60 · 4ª in serie A girone C - 1960-61 · 4ª in Eccellenza girone A - 1961-62 · 10ª in Eccellenza - 1962-63 · 11ª in Eccellenza retrocessione in serie B - 1963-64 · in serie B - 1964-65 · in serie B promozione in serie A - 1965-66 · 8ª in serie A - 1966-67 · 10ª in serie A - 1967-68 · 11ª in serie A retrocessione in serie B - 1968-69 · in serie B ... - 1979-80 · in serie B promozione in serie A - 1980-81 · 7ª in serie A - 1981-82 · 4ª in serie A girone B, 5ª poule salvezza 1 retrocessione in serie B - 1982-83 · in serie B - 1983-84 · in serie B - 1984-85 · in serie B - 1985-86 · in serie B - 1986-87 · 5ª in serie A2 - 1987-88 · 9ª in serie A2 - 1988-89 · 3ª in serie A2, sconfitta in Gara 3 promozione in serie A1 - 1989-90 · 6ª in serie A1 - 1990-91 · 8ª in serie A1 - 1991-92 · 12ª in serie A1 retrocessione in serie A2 - 1992-93 · 5ª in serie A2, sconfitta ai play-off - 1993-94 · 1ª in serie A2 girone A, 2ª poule promozione 1 - 1994-95 · 1ª in serie A2 girone D, 1ª poule promozione 2 - sconfitta finale play-off promozione in serie A1 - 1995-96 · 10ª in serie A1 - 1996-97 · 10ª in serie A1 - 1997-98 · 6ª in serie A1 girone B, 6ª poule salvezza retrocessione in serie A2 - 1998-99 · 3ª in serie A2 girone B, 4ª poule promozione - 1999-2000 · 3ª in serie A2, 2ª poule promozione promozione in serie A1 - 2000-01 · 6ª in serie A1 girone A, 6ª poule salvezza retrocessione in serie A - 2001-02 · 14ª in serie A retrocessione in serie B - 2002-03 · 6ª in serie B girone B - 2003-04 · 3ª in serie B girone B - 2004-05 · 2ª in serie B girone B, vittoria play-off promozione in serie A - 2005-06 · 11ª in serie A girone B retrocessione in serie B - 2006-07 · 1ª in serie B girone B, vittoria play-off promozione in serie A2 - 2007-08 · 4ª in serie A2 - 2008-09 · 6ª in serie A1 - 2009-10 · 8ª in serie A1 - 2010-11 · 10ª in serie A1 - 2011-12 · 12ª in serie A1 retrocessione in serie B - 2012-13 · 6ª in serie B girone B - 2013-14 · 4ª in serie B girone B - 2014-15 · 1ª in serie B girone 2 pool 2, 3ª pool promozione - 2015-16 · 3ª in serie B girone 2 pool 2, 5ª pool promozione - 2016-17 · 9ª in serie B girone 2 - 2017-18 · in serie B girone 2 - 2018-19 · 4ª in serie B girone 2 - 2019-20 · 2ª in serie B girone 2 (campionato sospeso) - 2020-21 · campionato non disputato causa COVID-19 - 2021-22 · 2ª in serie B girone 2 promozione in serie A - 2022-23 · 5ª in serie A girone 3 - 2023-24 · 5ª in serie A girone 3 - 2024-24 · 1ª in serie A girone 4, sconfitta playoff |

## Stadio
Il terreno di gioco è il Carlo Montano intitolato all'ex presidente della FIR. Nella stagione 1989-90 il Livorno ha disputato cinque partite allo Stadio Armando Picchi.

## Giocatori di rilievo
Di seguito elencati alcuni dei giocatori di rilievo internazionale che hanno vestito la maglia del club di Livorno:
- David Knox
- Stefano Bettarello
- Giacomo Brancoli
- Michael Cheika
- Andrea De Rossi
- Fabio Gaetaniello
- Gianluca Guidi
- Marzio Innocenti
- Andrea Lovotti
- Matteo Mazzantini
- Tino Paoletti
- Diego Saccà
- Stefano Saviozzi